# Alpi della Val Monastero
Le Alpi della Val Müstair (dette anche Alpi della Val Monastero oppure Alpi Venoste Occidentali - Münstertaler Alpen in tedesco) sono una sottosezione delle Alpi Retiche occidentali. Anche chiamate Alpi Venoste Occidentali perché delimitate ad est dalla Val Venosta, prendono il nome dalla Val Monastero intorno alla quale sorgono. La vetta più alta è il Piz Sesvenna che raggiunge i 3.204 m s.l.m..

## Classificazione

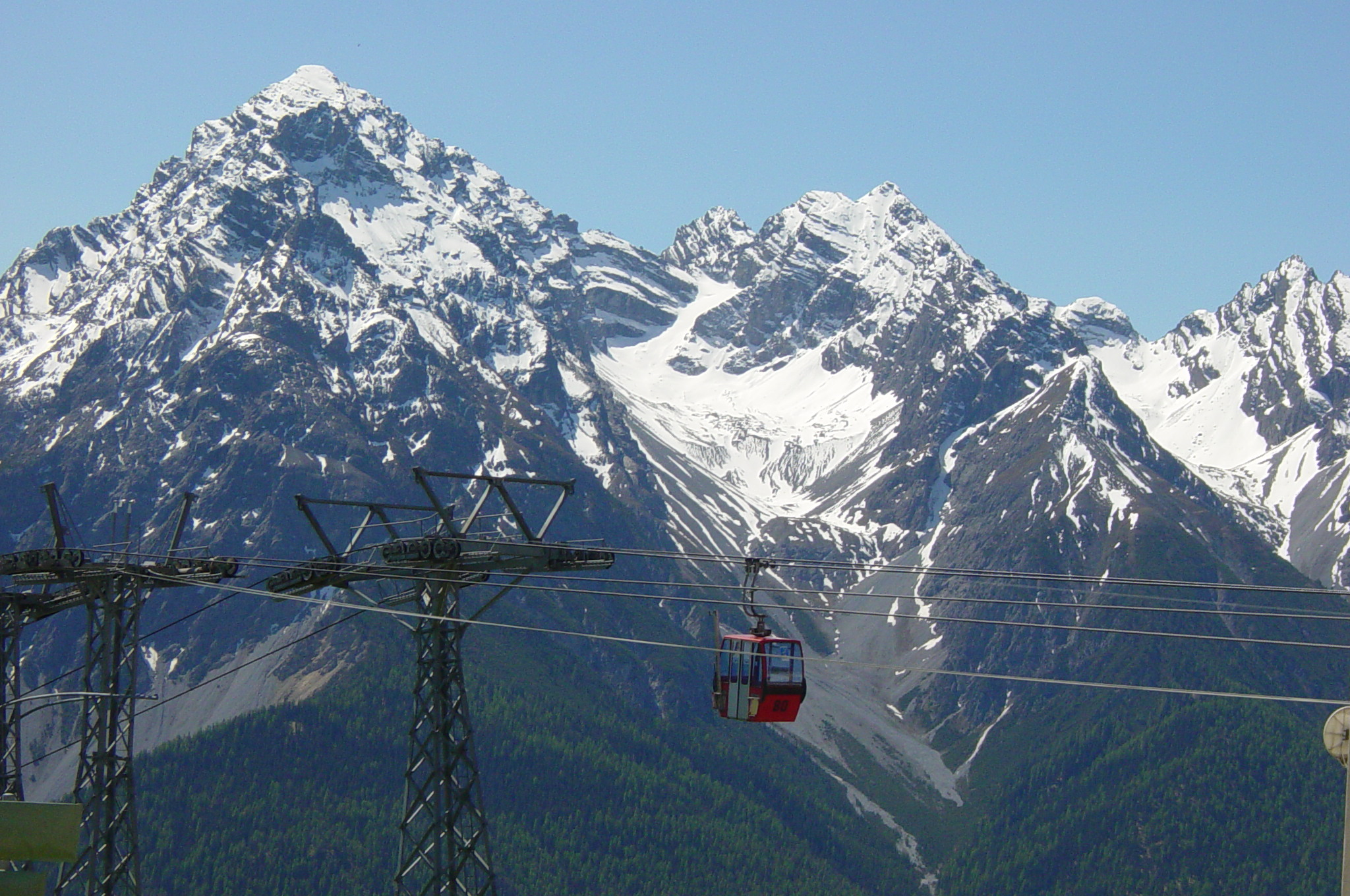
Il Piz Pisoc (a sinistra) visto a monte di Scuol.

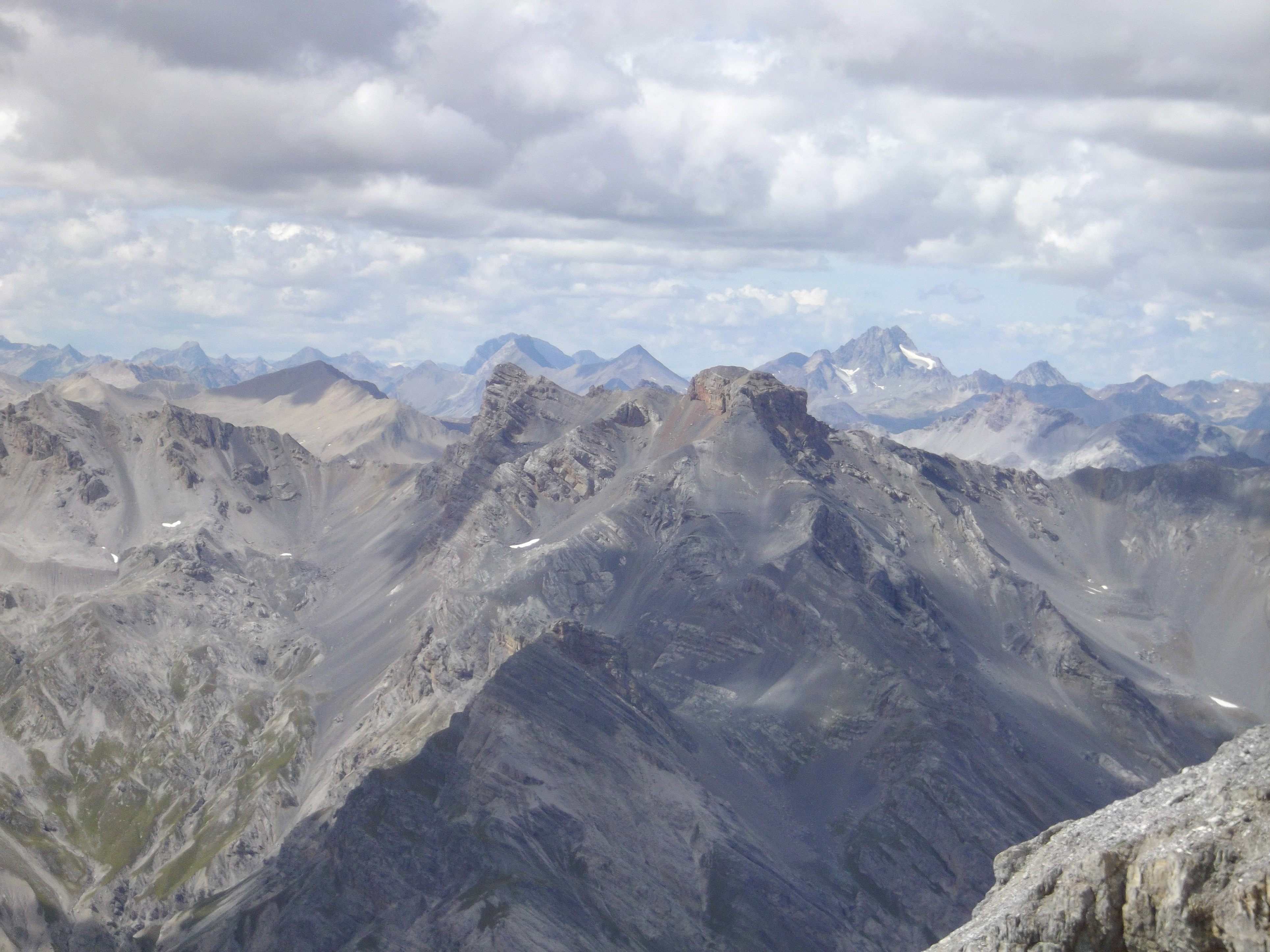
Monte Cassa del Ferro

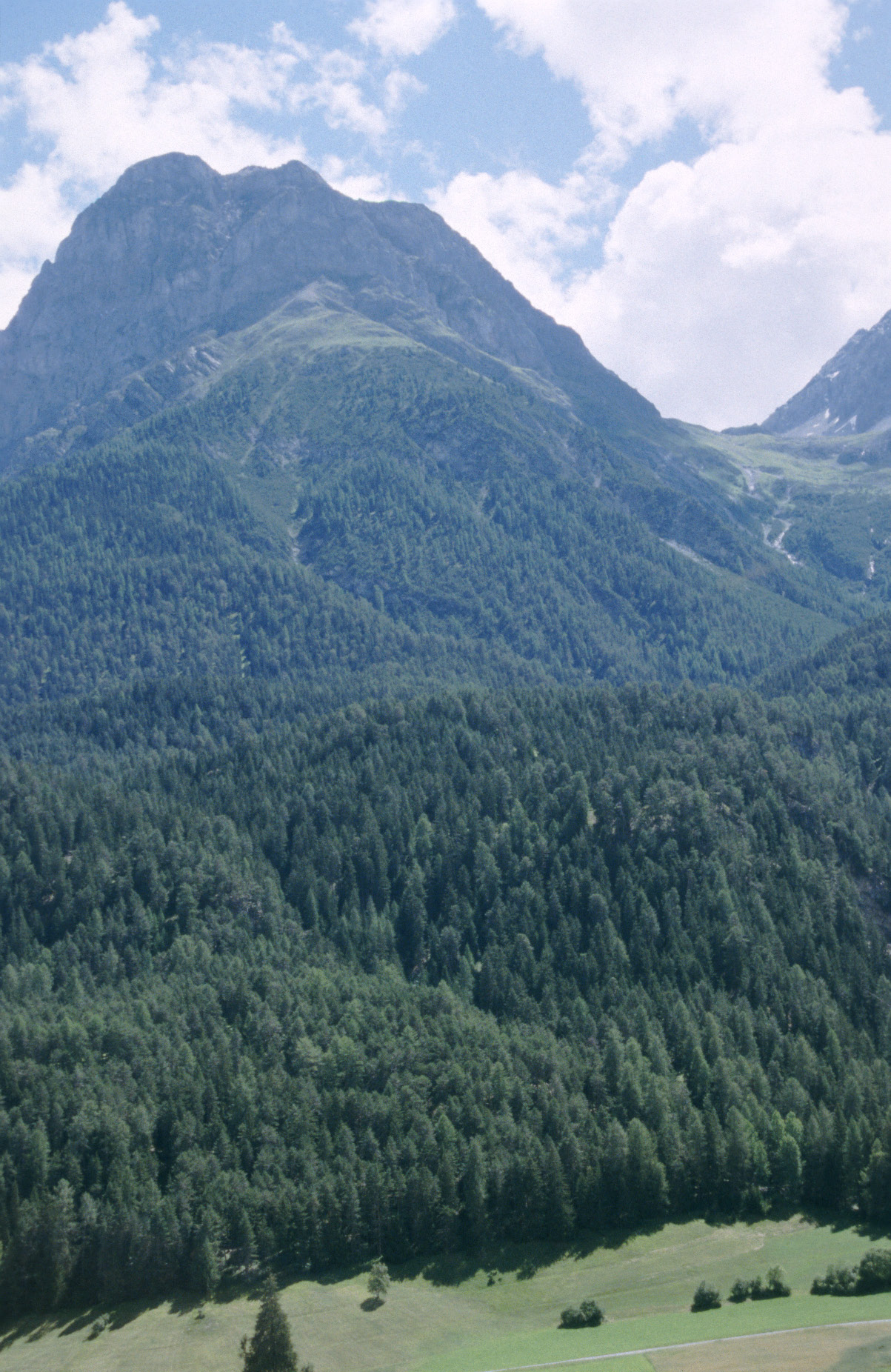
Piz Lischana

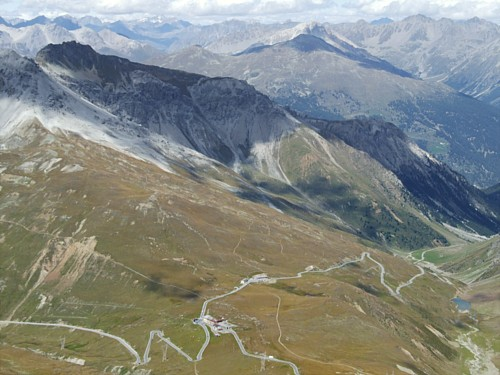
Piz Umbrail

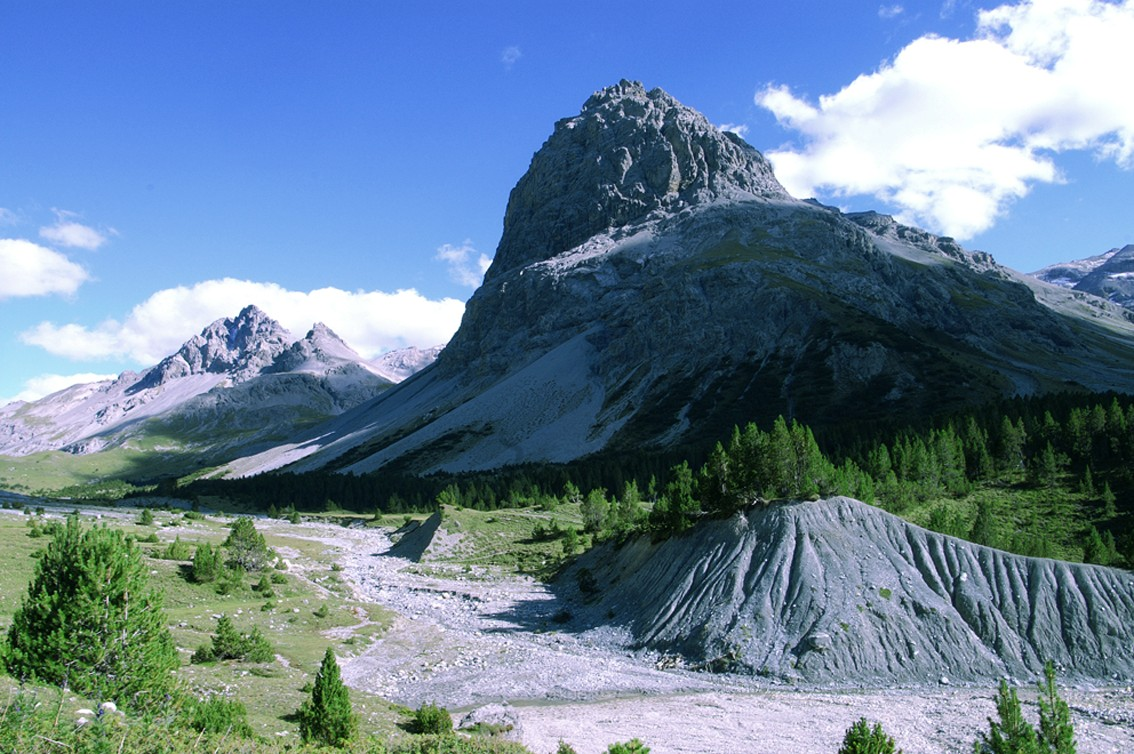
Pizzo della Forcola

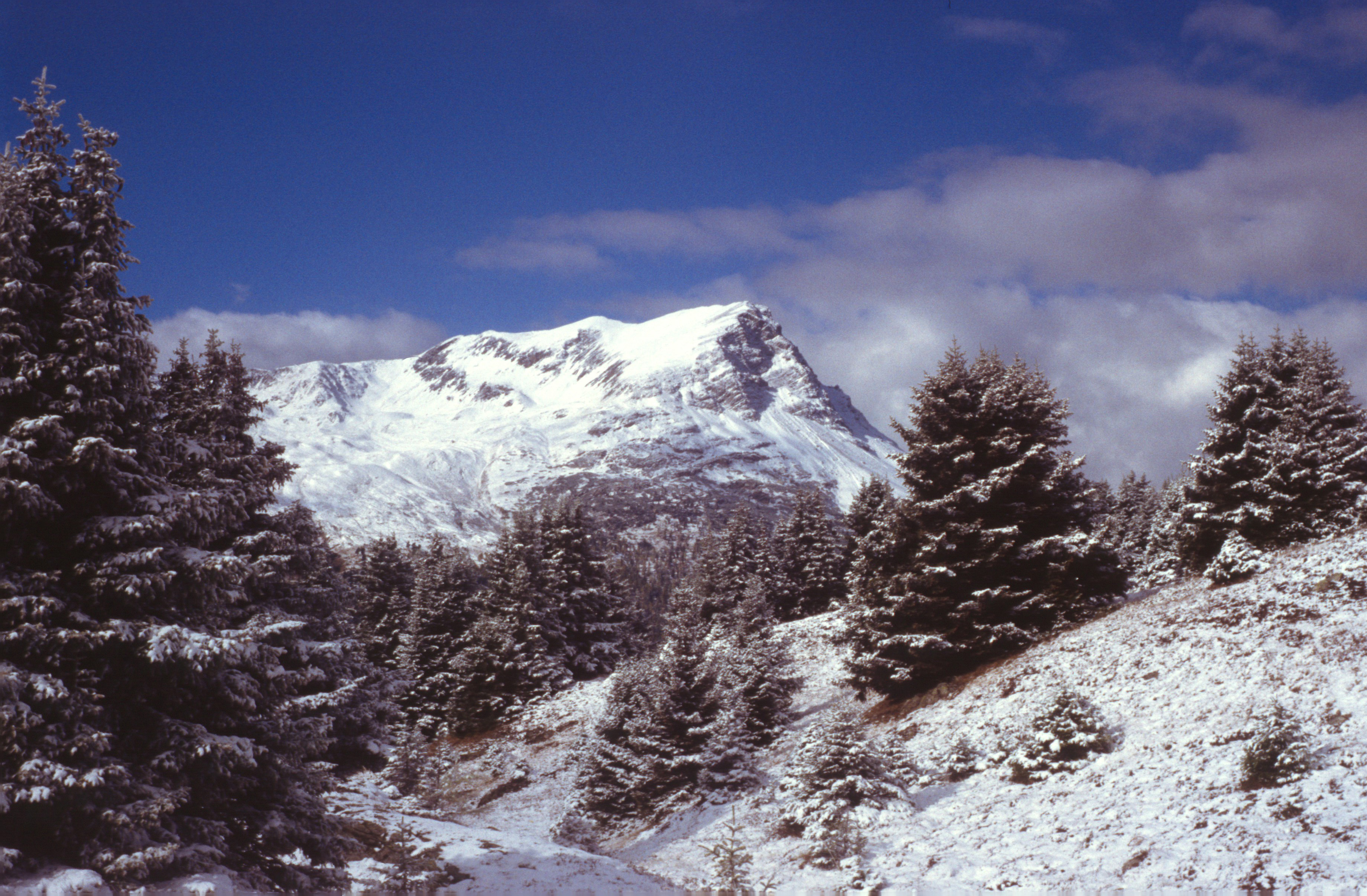
Piz Lat

Secondo la SOIUSA le Alpi della Val Müstair sono una sottosezione alpina ed hanno la seguente classificazione:
- Grande parte = Alpi Orientali
- Grande settore = Alpi Centro-orientali
- Sezione = Alpi Retiche occidentali
- Sottosezione = Alpi della Val Müstair
- Codice = II/A-15.V

Secondo la classificazione dell'AVE il Sesvennagruppe (Gruppo del Sesvenna), recante il n. 29 di 75 gruppi, è meno esteso. In particolare la Catena Casina-Umbrail-Pizzo della Forcola viene esclusa ed attribuita invece alle Alpi dell'Ortles.

## Geografia
Si trovano in Svizzera (Canton Grigioni), Italia (Regione Trentino-Alto Adige e Regione Lombardia) ed Austria (Tirolo).
Confinano:
- a nord con le Alpi del Silvretta, del Samnaun e del Verwall (nella stessa sezione alpina) e separate dalla Bassa Engadina,
- ad est con le Alpi Venoste (nelle Alpi Retiche orientali) e separate dall'alta Val Venosta e dal Passo di Resia,
- a sud-est con le Alpi dell'Ortles (nelle Alpi Retiche meridionali) e separate dal Passo dello Stelvio,
- a sud-ovest con le Alpi di Livigno (nella stessa sezione alpina) e separate dal Passo d'Apisella,
- ad ovest con le Alpi dell'Albula (nella stessa sezione alpina) e separate dall'Engadina.

Ruotando in senso orario i limiti geografici sono: Passo dello Stelvio, Valle del Braulio, Valle di Fraele, Passo d'Apisella, Val Alpisella, torrente Spöl, bassa Engadina, Nauderer Tal, Passo di Resia, alta Val Venosta, Valle di Trafoi, Passo dello Stelvio.

## Suddivisione
Si suddividono in due supergruppi e tre gruppi:
- Catena Casina-Umbrail-Pizzo della Forcola (A)
  - Gruppo del Casina (A.1)
    - Gruppo Casina-Umbrail (A.1.a)
    - Gruppo del Pizzo Forcola (A.1.b)
    - Gruppo del Piz d'Aint (A.1.c)
- Catena Sesvenna-Tavrü (B)
  - Gruppo Pisoc-Tavrü (B.2)
    - Gruppo del Piz Tavrü (B.2.a)
    - Catena Laschadurella (B.2.b)
    - Gruppo Nuna (B.2.c)
    - Gruppo Plavna (B.2.d)
    - Gruppo Pisoc (B.2.e)
    - Gruppo Terza-Starlex  (B.2.f)

  - Gruppo Sesvenna-Lischana (B.3)
    - Gruppo del Piz Sesvenna (B.3.a)
    - Gruppo del Lischana (B.3.b)
    - Gruppo del Piz S-chalambert (B.3.c).

Il supergruppo Catena Casina-Umbrail-Pizzo della Forcola si trova a sud della Val Monastero mentre la Catena Sesvenna-Tavrü si trova a nord.

## Vette principali
Le montagne principali del gruppo sono:
- Piz Sesvenna - 3.205 m
- Cima la Casina - 3.180 m
- Piz Pisoc - 3.174 m
- Piz Tavrü - 3.168 m
- Piz Plavna - 3.166 m
- Piz Muntpitschen - 3.162 m
- Monte Cassa del Ferro - 3.140 m
- Piz Nuna - 3.124 m
- Piz Lischana - 3.105 m
- Piz Madlain - 3.099 m
- Piz Cristanas - 3.092 m
- Piz Foraz - 3.092 m
- Piz Mingèr - 3.081 m
- Piz Starlex - 3.075 m
- Pizzo del Ferro - 3.054 m
- Piz Umbrail - 3.033 m
- Piz Dadaint - 3.029 m
- Piz Arpiglias - 3.027 m
- Punta Rosa - 3.026 m
- Piz Nair - 3.010 m
- Piz Costainas - 3.004 m
- Piz d'Aint - 2.968 m
- Pizzo della Forcola - 2.906 m
- Cima Garibaldi - 2.843 m
- Piz Lat - 2.808 m
- Monte Cavallaccio - 2.763 m